# Об'єкт 490
Об'єкт 490  — низка проєктів основного бойового танка, створених у 1980-ті роки в ХКБМ. Проєкти передбачали ізольоване озброєння, наслідуючи деякі ідеї Т-74 Олександра Морозова. 
Початкові проєкти розробили Євгеній Морозов (син Олександра Морозова) та Вадим Ковалюх, вони називались «Об'єкт 490» з шифром «Тополь» і «Об'єкт 490А» з шифром «Бунтар» відповідно. 
1984 керівництво було обрано 152-мм гармату на роль озброєння перспективного танка, тому обидва варіанти було перекомпоновано. Варіант Ковалюха розвинувся в «Об'єкт 477», тоді як Євгеній Морозов продовжував розвивати «Об'єкт 490», розробивши одні з найнезвичніших конструкцій у танкобудуванні. Проєкт завершився 1991 року після розпаду СРСР та смерті Євгенія Морозова. 

## Історія
У 1970-ті роки розпочалась дослідно-конструкторська робота «Новий середній танк» (НСТ, також «Тема 101»). Очільник ХКБМ Олександр Морозов займався створенням танка, знаного як «Об'єкт 450» або «Т-74». Після виходу Морозова на пенсію 1976 року новий очільник бюро Микола Шомін, який до того був першим заступником Морозова й керівником робіт із удосконалення Т-64, закрив проєкт.[джерело?]
У кінці 1970-х Шомін і сам усвідомив потребу в створенні перспективного танка, 1977 року він затвердив групу конструкторів для нового проєкту. Розроблення проводилось в ініціативному порядку. Початково на ХКБМ виникли два варіанти: «Об'єкт 490» та «Об'єкт 490А», які розробляли Євгеній Морозов та Вадим Ковалюх відповідно. Танки відрізнялись компонуванням і розміром екіпажу: варіант Ковалюха мав традиційний екіпаж з трьох осіб, тоді як Морозов пропонував танк з двома особами екіпажу.
1980 року відбулись доповіді з обома проєктами. Один із учасників проєкту Юрій Апухтін у щоденнику «Останній ривок радянських танкобудівників» писав, що на той момент ідея Морозова з двоосібним екіпажем мала значну підтримку. 1981 року програма розвитку майбутнього танка отримала шифр «Тополь» (укр. «тополя»).
25—26 березня 1982 року відбулась Рада головних конструкторів для вибору основного варіанту танка. Було обрано варіант «490А» Ковалюха (назва — «Бунтар») з трьома членами екіпажу, оскільки проєкт Морозова був сирим. Шомін доповідав у кінці й повідомив, що ідейно він за танк з двома особами екіпажу, але не може його підтримати через практично непоборну проблему з керуванням танком.
Дискусії щодо основного озброєння тривали. Обидва танки початково передбачали 125-мм гармату, також розглядались 130, 140 і 152 мм. 1984 року було остаточно обрано 152-мм гармату на роль основного озброєння, що потребувало зміни компонування для обох проєктів. «490А» став «Об'єктом 477» з шифром «Боксер», а Євгеній Морозов продовжив проєктування принципово інших, більш незвичних версій «Об'єкта 490».
Апухтін стверджував, що 1986 року «Морозова прибрали в бік», а головним конструктором нового танка став Ковалюх. Втім, Євгеній Морозов продовжував розвивати власні ідеї компонування танка аж до своєї смерті 1991 року.

## Початковий проєкт
У цьому розділі описано початкові варіанти, спроєктовані Морозовим і Ковалюхом протягом 1980—1984 років, до вибору 152-мм гармати.

### Об'єкт 490 «Тополь»
Екіпаж мав складатись із двох осіб: механіка-водія та командира, що розміщувались у башті. Керування рухом мало відбуватись за допомогою стереоскопічної телевізійної системи, встановленої в носовій частині корпусу. Причому, обидва робочі місця мали однаковий набір засобів спостереження та керування, надаючи обом операторам можливість керування рухом і ведення вогню. В задній частині танка стояла телевізійна камера для руху назад. Статичний круговий огляд мав забезпечуватись 8 світловолоконними приладами на башті. Ззаду башти кріпилась повітрозабірна труба ОПВТ з приводом підняття, на якій також було встановлено камеру — це дозволяло екіпажу вести спостереження з піднятою трубою в умовах форсування водойми або руху в колоні, коли пил зменшував видимість.
Однією з ключових особливостей перспективного танка була його надзвичайно низька висота — 1600 мм (радянські танки мали висоту близько 2200 мм по даху башти), яка могла змінюватись за допомогою гідропневматичної підвіски. Вважалось, що зменшення висоти суттєво впливає на можливість ураження танка, а також дозволяє посилювати бронювання за меншого зростання маси. Втім, низька висота мала й недоліки: Шомін критикував проєкт за низьку лінію вогню та можливість утикання ствола гармати в ґрунт. Маса танка мала складати 41,5 тонни, довжина корпусу — 6790 мм.
Танк було поділено на кілька ізольованих відсіків. Передня частина містила баки з пальним та мала мінімально прийнятну лобову броню, здатну протидіяти лише найбільш масовим засобам ураження. Дизельне пальне виконувало роль одного з шарів комбінованої броні. Пошкодження цього відсіку призвело б до втрати частини пального, але танк мав залишитись боєздатним. Далі, в центрі танка, розташований відсік екіпажу, захищений основною комбінованою бронею (та відсіком з пальним попереду).
На роль основного озброєння було обрано 125-мм гармату 2А66. Прицільний комплекс мав складатись із двох панорамних прицілів без нічного каналу. Нічний панорамний приціл розташовувався окремо, дані з нього мали передаватись дистанційно. Боєкомплект був ізольований у задній частині башти та в корпусі позаду екіпажу, відділений комбінованою бронею від бойового відділення. Відсік з боєкомплектом мав вибивні панелі в дні та даху корпусу для нейтралізації надлишкового тиску в разі детонації боєприпасів.
Моторно-трансмісійне відділення розташоване в задній частині корпусу. В рух машину мав приводити двигун 6ТД з гідростатичною трансмісією. Ходова була уніфікована з Т-64 в частині котків, ширина гусениці мала складати 580 мм.
Проєкт також передбачав створення броньованої заправно-завантажувальної машини (БЗЗМ) на шасі танка. Одна машина мала перевозити 5 тонн пального, а також патрони, пайки та запасні частини об'ємом 1000 літрів та боєкомплект. Весь модуль автомата заряджання танка мав вийматись, а на його місце машина встановлювала новий, заряджений. Таких модулів машина мала перевозити 5, забезпечуючи 5 танків боєкомплектом.

### Об'єкт 490А «Бунтар»
Екіпаж складався з традиційних для радянських танків трьох осіб: механік-водій, командир і навідник. Механік-водій розміщувався в ліві частині корпуса перед баштою, праву частину займав бак з пальним. Командир і навідник розташовувались у лівій частині кабіни низькопрофільної башти один за іншим.
Основним озброєнням була 125-мм гармата, винесена з башти. Механізована боєукладка перебувала в правій частині башти, відділена від екіпажу перегородкою. На перспективу розглядались постріли з зарядами змінюваної форми (рос. заряд изменяемой формы, ЗИФ), які потенційно могли б забезпечити максимально щільне розміщення боєкомплекту.
До 1982 року було виготовлено повнорозмірний дерев'яний макет, а пізніше й ходовий макет танка. Протягом 1984—1986 років танк було перепроєктовано під 152-мм гармату, так само винесену з башти, та змінено компонування: тепер командир і навідник розміщувались у правому й лівому секторах кабіни, а боєприпаси — в передньому та задньому секторах. Автомат заряджання в задній частині башти підіймав боєприпаси через люк до винесеної гармати. Танк отримав назву «Боксер».

## Подальші проєкти Морозова
Після остаточного вибору 152-мм гармати 1984 року об'єкти «490» та «490А» потребували перекомпонування. Від «490А» відмовились, але він дав розвиток новому танку — «Об'єкту 477». Натомість Євгеній Морозов вирішив повністю переосмислити компонування «Об'єкта 490», створивши один із найнезвичніших проєктів в історії танкобудування.
Проєкт передбачав надзвичайно потужне бронювання на рівні близько 2000 і 4500 RHAe в лобовій проєкції та 200 й 600 у верхній напівсфері, проти БОПС і КС відповідно, а також 2 пари гусеничних рушіїв для можливості руху при пошкодженні.

### Компонування
Головними рисами в компонуванні всіх варіантів цього танка було розміщення екіпажу в задній частині та поділ машини на 5 ізольованих частин. Лобова частина мала не дуже сильну броню, за яким розміщувались баки з пальним, поділені поздовжніми перегородками. За баками розташований більш захищений моторно-трансмісійний відсік (МТВ), над ним — гармата. За гарматою та МТВ розташований відсік з автоматом заряджання згори та боєкомплектом знизу, у відсіку передбачені вибивні панелі. В кормі розташований екіпаж з двох осіб, які сидять поряд.
Було розроблено кілька варіантів компонування, які загалом мали аналогічну черговість розташування відсіків, але різну форму. В першому варіанті відсіки з боєприпасами та екіпажем мали суттєво більшу висоту за попередні відсіки, бувши свого роду надбудовою. В наступних (основних) варіантах дах корпусу був похилим під кутом 80° від носової частини, крім відсіку екіпажу, дах якого був паралельний землі. При цьому як лобове, так і бортове бронювання кожного наступного відсіка було товщим.

### Озброєння
Основне озброєння — 152-мм гармата 2А73 з автоматизованим заряджанням унітарних боєприпасів. Башта мала можливість обертання на 360°, однак через похилість верхньої частини корпусу, кути вертикального наведення -5…+10° забезпечувались лише за курсових кутів у межах ±45°. Цей недолік частково компенсувався гідропневматичною підвіскою, яка могла б компенсувати кути наведення башти нахиленням машини.
На задній частині башти було встановлено два двоствольні кулемети ТКБ-666 з максимальним кутом вертикального наведення +45°. На даху відділення екіпажу було встановлено баштку з 30-мм автоматичним гранатометом з кутами наведення -10…+45°.
Система керування озброєнням складалась із телевізійного модуля, каналу для наведення керованого озброєння, тепловізійного каналу та лазерного далекоміра, які були розташовані в масці гармати. На баштці також розташовувався панорамний приціл, зображення з якого передавалось обом членам екіпажу.

### Двигун і ходова
Ходова мала складатись із чотирьох гусеничних рушіїв, розташованих поздовжньо, по два на борт. Така конструкція мала забезпечити танк рухливістю з пошкодженими гусеницями, наприклад, при підриві на міні. Початково було передбачено, що кожен рушій матиме по 3 опорні котки, однак в пізніх варіантах передні отримали по 2, а задні по чотири котки. У варіанті по три котки було виготовлено ходовий макет на елементах ходової Т-64 з двигуном 5ТДФ.
Танк мали приводити в рух два двигуни з сумарною потужністю 1320—1470 кВт (1770—1970 к.с.) для забезпечення 54-тонної машини питомою потужністю на рівні 21—23 кВт/тонна (28—31 к.с./т). Можливим варіантом для силової установки були два 4ТД, створені на основі вже готових рішень 6ТД.
Рух у колоні мав здійснюватись кормою вперед, для чого крісло механіка-водія було поворотним, а в кормі був ілюмінатор і система заднього огляду.

### Інше обладнання
Ствол гармати мав використовуватись як труба для забору повітря ОПВТ. Для цього гармата розверталась у заднє положення, де її максимальний кут вертикального наведення складав 30°.
Проєкт передбачав також систему поставлення димової завіси «Туча» та комплекс активного захисту «Штандарт». Для огляду передбачались телевізійні камери.

## Оцінки
Дослідник бронетехніки Андрій Тарасенко вважає, що танк з екіпажем у дві особи є цілком можливим, наводячи приклади «Об'єкта 299» та досліджень у США й Німеччині. Але для ефективної роботи такий танк потребує високого ступеня автоматизації та розвиненої електроніки.

## У культурі
- «Об'єкт 490» представлений у ММО-грі Armored Warfare як преміумтанк 10-го рівня. У грі представлено один із пізніх проєктів з екіпажем у задній частині, похилим дахом корпусу та чотирма гусеничними рушіями.[5]